# الإيهام بالغرق

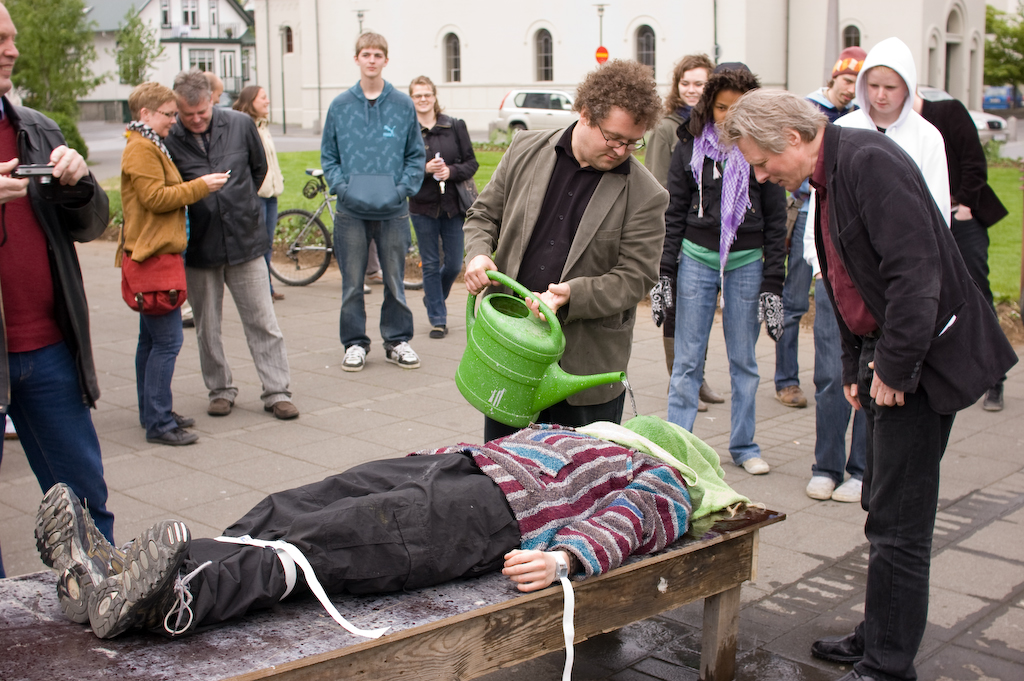
صورة من مظاهرة ضد الإيهام بالغرق، آيسلندا 2008

هو أحد الوسائل العنيفة التي تستخدمها الجهات المعنية بالتحقيق مع الشخص المستجوب للتأثير عليه لإرغامه علي الاعتراف أو الإدلاء بمعلومات ماوتعتبرها كثير من منظمات حقوق الإنسان وسيلة من وسائل التعذيب المحرمة

## آلية الإيهام بالغرق
تتمثل آلية الإيهام بالغرق في تقييد المعتقل وتثبيته على الأرض بحيث لا يستطيع الحركة مع وضع قطعة قماش أو ما شابه في فمه وتغطية وجهه بما يشبه كيسا بلاستيكيا، ثم سكب الماء على وجهه بحيث يتخيل انه يغرق.
1. ↑  .http://news.bbc.co.uk/hi/arabic/world_news/newsid_7185000/7185662.stm نسخة محفوظة 2020-09-22 على موقع واي باك مشين.